# سیدی منصور (رحامنه)
سیدی منصور (به فرانسوی: Sidi Mansour) یک منطقهٔ مسکونی در مراکش است که در استان رحامنه واقع شده‌است. سیدی منصور ۶٬۳۱۸ نفر جمعیت دارد.